# Parque de los Estados (metropolitana di Madrid)
Parque de los Estados è una stazione della linea 12 della metropolitana di Madrid. Si trova sotto alla Avenida de los Estados, nel comune di Fuenlabrada.

## Storia
La stazione è stata inaugurata l'11 aprile 2003, nell'ambito del progetto di ampliamento che comprende Metrosur.

## Interscambio
- 2, 3
- 471, 492